# Pirmin Stekeler-Weithofer

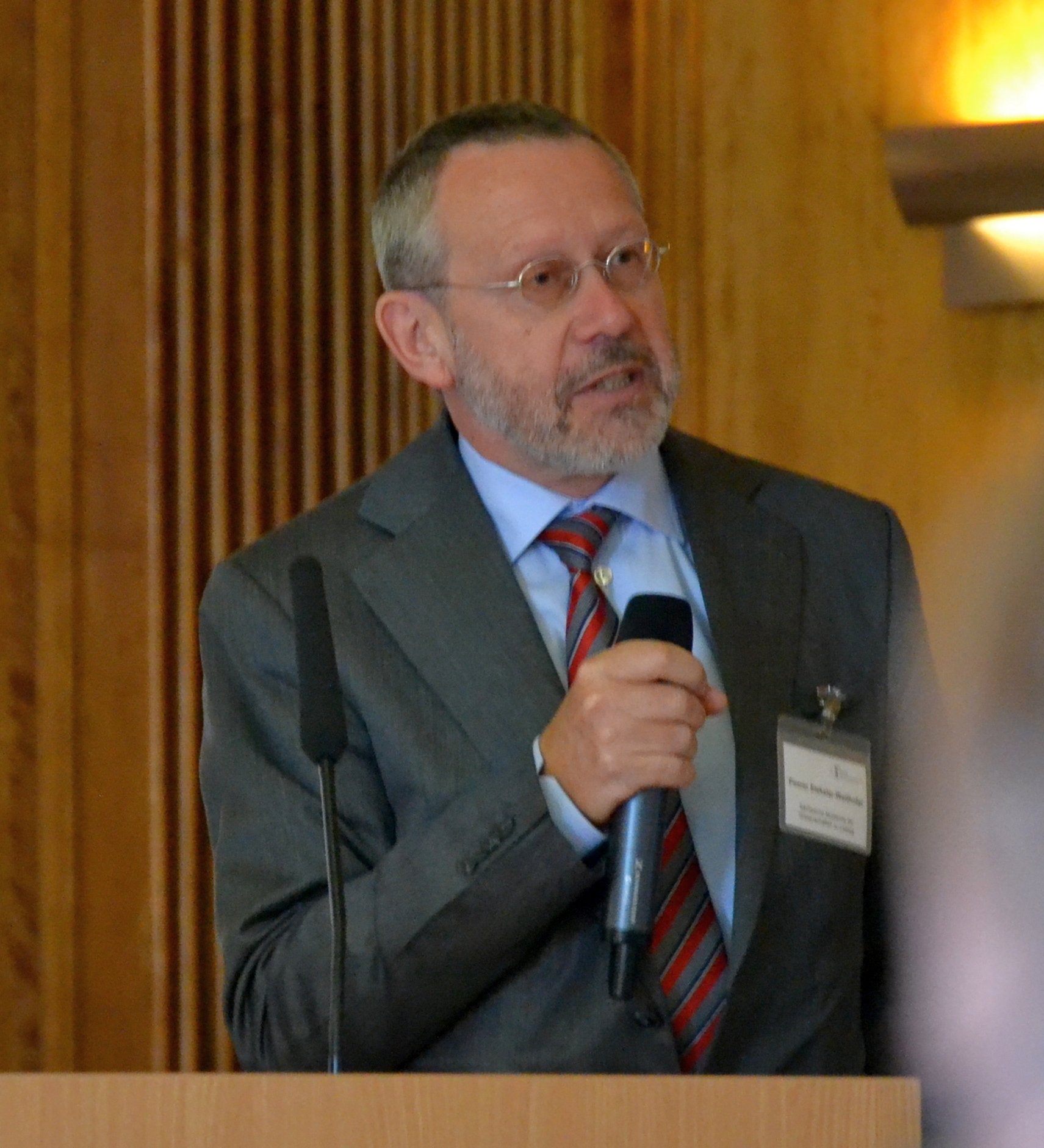
Pirmin Stekeler-Weithofer (2015)

Pirmin Stekeler-Weithofer (ur. 1952 w Meßkirch) – niemiecki filozof.

## Życiorys
Zajmuje się filozofią języka, filozofią logiki i teorią działania. W swoich publikacjach śledzi związki pomiędzy tradycyjną myślą filozoficzną (głównie Platon, Kant i Hegel) oraz współczesną filozofią analityczną (Frege, Wittgenstein, Carnap, Quine). Pirmin Stekeler-Weithofer uważany jest za jednego z najważniejszych współczesnych niemieckich heglistów. Za szczególnie ważne uważane są jego analityczne interpretacje Heglowskiej Nauki Logiki.
Studiował matematykę, lingwistykę teoretyczną i filozofię na uniwersytetach w Konstancji, Berlinie, Pradze i Berkeley. Obecnie zatrudniony jest na stanowisku profesora filozofii teoretycznej na Uniwersytecie w Lipsku. W latach 1996–2006 był redaktorem czasopisma Dialektik  (od 2007 publikowany pod tytułem Zeitschrift für Kulturphilosophie).
Od 2006 jest przewodniczącym Międzynarodowego Towarzystwa Ludwiga Wittgensteina (Internationalen Ludwig Wittgenstein Gesellschaft). Od 1998 jest członkiem a od 2008 przewodniczącym Saksońskiej Akademii Nauk.

## Najważniejsze prace
- Grundprobleme der Logik. Elemente einer Kritik der formalen Vernunft (Berlin 1986),
- Hegels Analytische Philosophie. Die Wissenschaft der Logik als kritische Theorie der Bedeutung (Paderborn 1992),
- Sinn-Kriterien. Die logischen Grundlagen kritischer Philosophie von Platon bis Wittgenstein (Paderborn 1995),
- Was heißt Denken? Von Heidegger über Hölderlin zu Derrida (Bonn University Press, Bonn 2004),
- Philosophie des Selbstbewußtseins. Hegels System als Formanalyse von Wissen und Autonomie (Suhrkamp (stw 1749), Frankfurt/M. 2005),
- Sprachphilosophie. Probleme und Methoden, wraz z Friedrich Kambartel (Reclam, Stuttgart 2005),
- Philosophiegeschichte (de Gruyter 2006),
- Formen der Anschauung. Eine Philosophie der Mathematik (de Gruyter 2008).

### W języku polskim
- Dlaczego potrzebujemy teorii znaczenia opartej na analizie form praktyki? Spór o systemowość - od Kanta do Brandoma (w: Zbigniew Zwoliński, Maciej Potępa [red.], Dwieście lat z filozofią Kanta, Warszawa 2006)